# Éder Jofre
Éder Jofre, soprannominato O Galo Do Ouro, cioè "Il Gallo d'oro" (São Paulo, 26 marzo 1936 – Embu das Artes, 2 ottobre 2022), è stato un pugile brasiliano, campione del mondo dei pesi gallo dal 1960 al 1965 e dei pesi piuma dal 1973 al 1974.

## Carriera

### Da dilettante
Éder Jofre ha rappresentato il Brasile ai Giochi della XVI Olimpiade di Melbourne 1956, nei pesi gallo. Dopo aver battuto ai punti il birmano  Thein Myint, si è fermato nei quarti di finali di fronte al cileno Claudio Barrientos, sempre ai punti.

### Da professionista
Professionista dal 1958, Éder Jofre ha inanellato una striscia iniziale di 46 incontri senza sconfitte con tre soli pari. Durante la sua carriera ha incontrato più volte i pugili italiani, sempre in Brasile e con esito vittorioso. 
Il primo italiano a incrociare i pugni con il brasiliano è l'ex olimpionico Giovanni Battista Zuddas che, nel suo penultimo incontro  consegue un'onorevole sconfitta ai punti, a San Paolo del Brasile, il 30 ottobre 1959.
A ventiquattro anni, il 18 novembre 1960, Jofre conquista il titolo mondiale NBA dei pesi gallo, all'epoca vacante per il ritiro del messicano José Becerra, mettendo KO alla sesta ripresa l'altro messicano Eloy Sanchez, all'Olympic Auditorium di Los Angeles.
Il 25 marzo 1961, allo Stadio del Botafogo di Rio de Janeiro, mette in palio la sua cintura mondiale contro l'italiano Piero Rollo. Al 5º round apre una brutta ferita all’occhio sinistro dell'avversario. Rollo prosegue coraggiosamente, esibendosi anche in alcune finezze tecniche. Al 9º round, Jofre lo ferisce nuovamente allo stesso occhio tanto che praticamente il cagliaritano non vede più. Nell'intervallo è controllato dal medico e dall’arbitro e decide di abbandonare alla 10ª ripresa. 
Jofre difende la cintura mondiale sconfiggendo a Caracas il venezuelano Ramón Arias (Kot al 7º round). Riunifica il titolo mondiale il 18 gennaio 1962 a Rio de Janeiro battendo per knock-out tecnico al decimo round il campione del mondo EBU John Caldwell. 
Difende il titolo altre quattro volte, non disdegnando di combattere fuori casa e vincendo sempre prima del limite. Batte a San Paolo il messicano José Medel (KO alla sesta ripresa); al Kuramae Kokugikan di Tokyo il giapponese Katsutoshi Aoki (KO al 3º round); a Quezon City il filippino Johnny Jamito (abbandono alla undicesima ripresa) e a Bogotà il colombiano Bernardo Caraballo (KO al settimo round). 

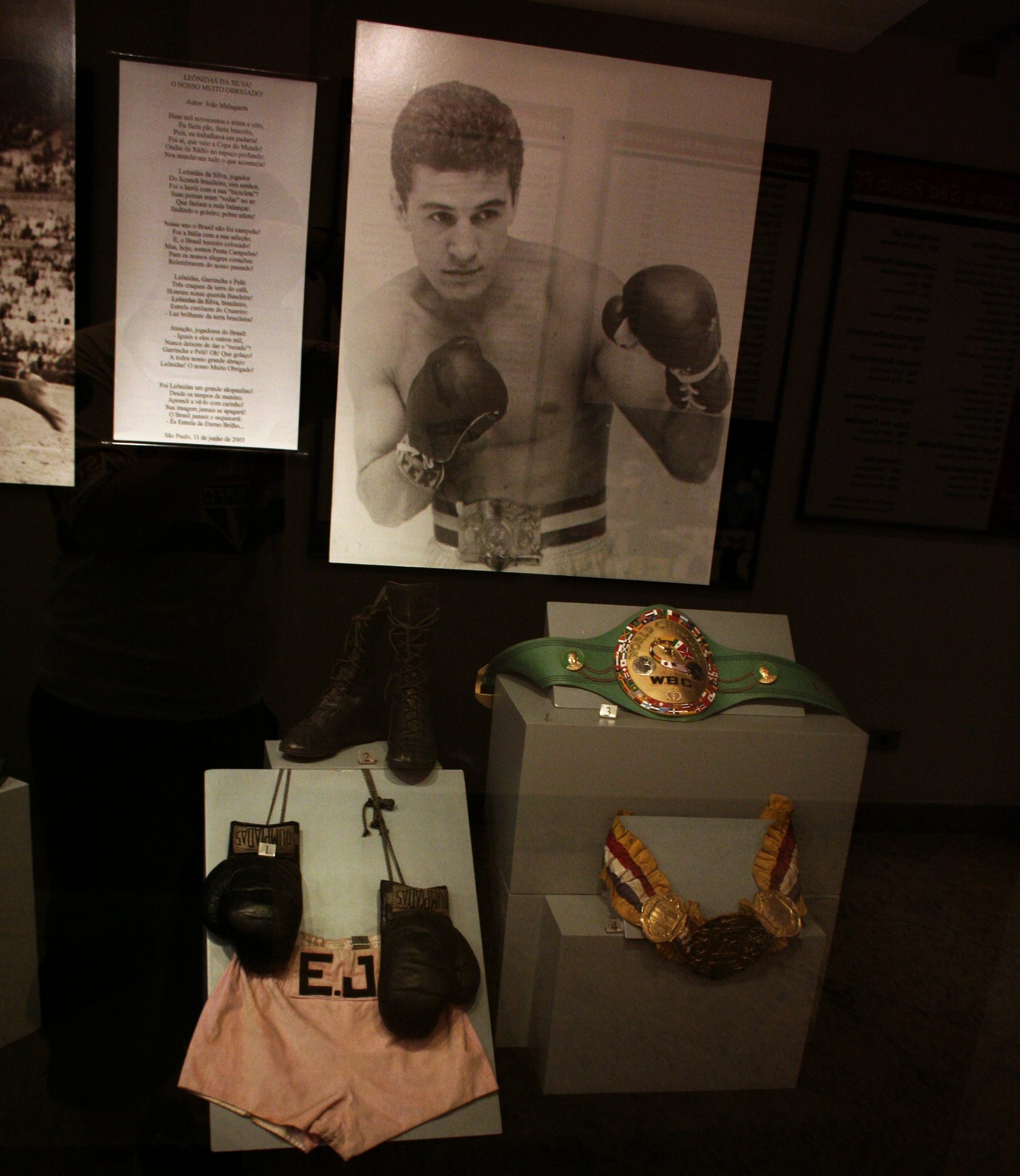
Omaggio a Éder Jofre nel memorial Luiz Cássio dos Santos Werneck, situato nello Stadio Morumbi di San Paolo del Brasile.

Il 18 maggio 1965, a Nagoya, Éder Jofre subisce la sua prima sconfitta e perde il titolo mondiale dei gallo di fronte all'ex campione mondiale dei mosca Masahiko Harada, in virtù di un controverso verdetto ai punti. L'incontro è dichiarato Sorpresa dell'anno 1965 dalla rivista Ring Magazine.
La rivincita si svolge il 31 maggio 1966 al Nippon Budokan di Tokyo e, stavolta, il verdetto in favore del giapponese è unanime.
Jofre passa alla categoria superiore dei pesi piuma e, tra gli incontri di rodaggio, sceglie anche pugili italiani, incontrandoli sempre a San Paolo del Brasile. Il 30 gennaio 1970 batte ai punti il triestino Nevio Carbi. Il 5 dicembre 1970 si misura con Giovanni Girgenti e, alla fine delle 10 riprese, vince ai punti di stretta misura. Vince ai punti anche con Domenico Chiloiro. 
Il 5 maggio 1973 Éder Jofre conquista il titolo mondiale dei pesi piuma a Brasilia battendo l'ispano-cubano José Legrá Utría, con due giudici che lo vedono prevalere per cinque punti e il terzo il pari.
Il 21 ottobre 1973, a Salvador de Bahia, mette KO al 4º round l'antico dominatore della categoria, Vicente Saldívar che, dopo tale sconfitta, decide di ritirarsi dalla boxe.
Jofre fu privato del titolo nel giugno dell’anno successivo per non averlo difeso nei tempi previsti. Combatte ancora sette match, sempre in Brasile, vincendoli tutti, tra gli altri contro gli italiani Enzo Farinelli e Pasqualino Morbidelli. Si ritira dal pugilato dopo aver subito solo due sconfitte in tutta la sua carriera e mai prima del limite. Soltanto Masahiko Harada è riuscito a batterlo ma entrambe le volte in Giappone.

## Caratteristiche tecniche
Secondo il giornalista specializzato Giuliano Orlando, Éder Jofre «aveva tutti i requisiti del grande campione. Ottimo tecnico, colpitore inesorabile, fisico di ferro, grande personalità dentro e fuori dal ring». 
La International Boxing Hall of Fame lo ha ammesso fra i più grandi pugili di ogni tempo. La rivista Ring Magazine lo ha classificato all'85º posto in un proprio elenco dei primi 100 picchiatori di ogni epoca. Nel 1994 la rivista The Ring lo ha collocato al 2º posto in una propria classifica dei migliori pesi gallo della storia del pugilato e, nel 2002, al 19º posto in quella degli 80 migliori pugili degli ultimi 80 anni.